# Крум Бъчваров
Крум Ернестов Бъчваров (изписвано на латиница Krum Bacvarov) е български археолог и преводач. Работи в Национален археологически институт с музей при БАН. От 2013 година е ръководител на Секцията за праистория към същия институт, професор. През 2003 г. е член на организационния комитет на международния симпозиум „Праисторическа Тракия“, а през 1997 година е член на такъв организирал международния симпозиум „Неолитът в Югоизточна Европа“.
През 2003 г. издателство „Бард“ публикува докторската му дисертация на тема “Неолитни погребални обреди интрамурални гробове от българските земи в контекста на Югоизточна Европа и Анатолия“. В този си труд професор Бъчваров представя обобщен анализ на най-древните погребални практики открити и изследвани в днешните българските земи. Там, откритите при теренни археологически проучвания гробни комплекси и добитите от тях данни са разгледани в контекста на погребалната обредност в Анатолия (Мала Азия) и Югоизточна Европа, което е принос към проучването на най-ранната европейска цивилизация.
Сферата на научните му интереси включва – късната праистория (неолит, халколит и ранна бронзова епоха); Югоизточна Европа, Анатолия и Леванта; праисторическите погребални обреди и праисторическите религиозно-митологични представи.

## Биография и научна дейност
Крум Бъчваров е роден на 21 април 1968 г. в гр. Пловдив. През 1987 г. завършва Национална гимназия за древни езици и култури „Константин-Кирил Философ“, гр. София, с дипломната работа на тема “Неолитни антропоморфни фигурки от българските земи”. Тогава научен ръководител му е ст.н.с. д-р Иван Панайотов.
- През 1994 г. придобива научна степен Магистър по история, специализация археология, СУ „Св. Климент Охридски“ с защита на дипломната работа на тема: “Раннонеолитни погребални обреди от българските земи”, научен ръководител акад. Васил Николов. През периодът 1996 — 1999 г. той е бил редовен докторант в Секция за праистория към НАИМ-БАН.

- През 2002 г. придобива научна степен Доктор по история, Национален археологически институт с музей – БАН; тема на защитената дисертация е “Неолитни погребални обреди от българските земи в контекста на Югоизточна Европа и Анатолия”; научен ръководител акад. Васил Николов.

- През 2003 – 2005 е бил секретар на Секция за праистория – Национален археологически институт с музей – БАН.

- През 2003 – 2005 е научен сътрудник ІІ ст., Секция за праистория – Национален археологически институт с музей – БАН.

- През 2005 – 2011 е научен сътрудник I ст., Секция за праистория, Национален археологически институт с музей – БАН

- През 2012 става доцент, Секция за праистория, Национален археологически институт с музей – БАН.

- От 2013 е ръководител на Секцията за праистория, Национален археологически институт с музей – БАН

Проф. Бъчваров е чел лекции в Нов български университет, София и University of California at Berkeley (Archaeological Research Facility, Institute of Slavic, East European & Eurasian Studies), University of California at Los Angeles (Cotsen Institute of Archaeology), Sonoma State University, Salt Lake Community College през 2005 г.
Участвал е в редколегии на научните издания: списание Археология (2004 г.), Studia praehistorica (2004 г.) и Археологически открития и разкопки (2003 г.). От 2017 г е главен редактор на списание Studia praehistorica.
От 2005 г. е член на Института по археомитология в гр. Себастопол, САЩ.

## Признание
През 2015 г. е отличен „Златен грифон“ с грамота на Министерство на културата на Република България.

## Археологически разкопки
- от 2017 г. е ръководител на проучванията на селищната могила Солницата при Провадия
- 2014 Неолитно селище Мурсалево, ръководител
- 2004 Харманли открито селище, късен неолит и ранен халколит; ръководител
- 1991 – 2005 Караново селищна могила, от ранен неолит до ранна бронзова епоха; член на екипа
- 1998 – 2003 тел Капитан Димитриево селищна могила, от ранен неолит до ранна желязна епоха; член на екипа
- 2000 Любимец открито селище, късен неолит; заместник-ръководител
- 1995 – 1996 Помощица открито селище, ранен неолит и късен халколит; член на екипа
- 1994 Глуфишево открито селище, ранен неолит; член на екипа
- 1994 Юрганджийска, Коньово селищна могила, късен халколит & ранна бронзова епоха; член на екипа
- 1992 – 1995 Драма микрорегионално проучване, от късен неолит до римска епоха; член на екипа
- 1990 – 1995, 2004 Слатина (София) многослойно селище, ранен неолит; заместник-ръководител (2004), член на екипа (1991 – 1995), стажант (1990)
- 1990 Гълъбово селищна могила, късен халколит & ранна бронзова епоха; стажант
- 1985 – 1986 Малък Преславец многослойно селище, ранен неолит; стажант
- 1985 Костандово (тюрзис), късна бронзова епоха и желязна епоха; стажант[6][7][8]

## Научни публикации
- V. Nikolov & K. Bacvarov (eds). Salt and Gold: The role of salt in prehistoric Europe. Proceedings of the International Symposium (Humboldt-Kolleg) in Provadia, Bulgaria, 30 September – 4 October 2010. Provadia & Veliko Tarnovo: Faber, 2012.
- K. Bacvarov. Saltmaking and boundaries: Within and Without at Provadia-Solnitsata. – In: V. Nikolov & K. Bacvarov (eds.) Salt and Gold: The role of salt in prehistoric Europe. Proceedings of the International Symposium (Humboldt-Kolleg) in Provadia, Bulgaria, 30 September – 4 October 2010. Provadia & Veliko Tarnovo: Faber, 2012, 119 – 122.
- V. Nikolov, K. Bacvarov & M. Gurova (eds). Festschrift for Marion Lichardus-Itten. (Studia Praehistorica 14). Sofia: National Institute of Archaeology and Museum, 2011.
- V. Nikolov, K. Bacvarov, H. Popov (eds) Interdisziplinäre Forschungen zum Kulturerbe auf der Balkanhalbinsel, Beiträge des Humboldt-Kollegs, 19 – 22 Nov. 2009, Sofia, Bulgarien, Sofia 2011 pdf[неработеща препратка]
- Г. Марков, В. Николов, Р. Попов, Р. Богданова, М. Каймакамова, В. Божинов, К. Бъчваров, Е. Троева-Григорова & С. Недев. България. Историческа памет и национална идентичност. София: Институт за исторически изследвания при БАН, 2010.
- K. Bacvarov, V. Bozhilov & E. Anastasova. The prehistoric site at Harmanli, southeast Bulgaria. – Studia Praehistorica 13, 2010, 135 – 168.
- В. Николов, В. Петрова, К. Бъчваров, П. Лещаков, Н. Христов, Е. Анастасова, М. Люнчева, Д. Такорова, К. Бояджиев, С. Трифонов, Е. Маринова, П. Пенкова & Б. Рангелов. Провадия-Солницата: археологически разкопки и изследвания през 2008 г. Предварителен отчет. София: Фабер, 2009.
- K. Bacvarov. Neue Erwägungen zu Malăk Preslavec: Die frühneolithischen Bestattungen. – In: V. Becker, M. Thomas & A. Wolf-Schuler (eds.) Zeiten – Kulturen – Systeme. Gedenkschrift für Jan Lichardus. (Schriften des Zentrums für Archäologie und Kulturgeschichte des Schwarzmeerraumes 17). Langenweißbach: Beyer & Beran, 2009, 39 – 45.
- K. Bacvarov (ed). Babies Reborn: infant/child burials in pre- and protohistory. Proceedings of the XV UISPP World Congress (Lisbon, 4 – 9 September 2006) / Actes du XV Congrès Mondial (Lisbonne, 4 – 9 Septembre 2006) Vol. 24, Session WS26. Oxford: Archaeopress, 2008.
- K. Bacvarov. A Long Way to the West: Earliest jar burials in southeast Europe and the Near East. – In: K. Bacvarov (eds.) Babies Reborn: infant/child burials in pre- and protohistory. Proceedings of the XV UISPP World Congress (Lisbon, 4 – 9 September 2006) Vol. 24, Session WS26 (BAR S1832). Oxford: Archaeopress, 2008, 61 – 70.
- V. Nikolov & K. Bacvarov (Hrsg). Von Domica bis Drama. Gedenkschrift für Jan Lichardus. Sofia: Archäologisches Insitut mit Museum, 2004.
- V. Nikolov, K. Bacvarov & P. Kalchev (eds). Prehistoric Thrace. Proceedings of the International Symposium in Stara Zagora, 30.09 – 04.10.2003. Sofia – Stara Zagora: Institute of Archaeology and Museum, 2004.
- К. Бъчваров. Неолитни погребални обреди: интрамурални гробове от българските земи в контекста на Югоизточна Европа и Анатолия. София: Бард, 2003.[9]